# Ou (fiume Cina)
L'Ou (甌江T, 瓯江S, ŌujiāngP) è il secondo fiume più lungo della provincia cinese dello Zhejiang. Ha una lunghezza di 376 km e nasce nella zona montuosa dello Zhejiang meridionale.

## Storia
Anticamente il fiume Ou era il principale collegamento delle città di Lishui e Wenzhou assieme a una fitta rete di sentieri montani che erano dotati di stazioni di posta governative e di ostelli. Per via dei numerosi canali vennero costruiti dei ponti di pietra, indispensabili durante le stagioni dei tifoni e delle piogge, quando risultava impossibile la navigazione.
Il trasporto fluviale risultava particolarmente agevole lungo il bacino del fiume Ou, che forniva importanti risorse minerarie. I principali generi di ogni tipo provenienti dalle montagne erano trasportati in un complesso sistema fluviale e terrestre verso i villaggi sparsi lungo le valli. Durante le dinastie Ming e Qing vennero compilate intere raccolte di itinerari terrestri e fluviali che partivano da Hangzhou sino a Lishui e Wenzhou. I funzionari e i mercanti dell'epoca arricchirono questi cataloghi con tappe, distanze, tempi impiegati, stazioni di posta e amenità paesaggistiche.
Agli inizi del XVII secolo il viaggiatore Xu Xiake visitò due volte i monti Yandang, descrivendo i suoi percorsi e la difficile vita di montagna in maniera molto dettagliata. I campi terrazzati erano presenti nella zona di Lishui già nel XII secolo, come si evince dalle cronache dell'epoca. L'attività principale era l'agricoltura, tuttavia dai registri compilati dai funzionari confuciani avversi al commercio si desume tra le righe la presenza di cambiamenti nella zona, come la corsa al guadagno e i problemi legati al diritto di proprietà. La ricchezza agraria e ittica attirò i migranti provenienti dal Jiangxi e dal Fujian, dediti all'artigianato e alla lavorazione della pietra, mentre gli abitanti locali si spostarono all'estero.
Dopo la metà della dinastia Qing le cronache ufficiali continuavano a riferire il quadro del passato, tuttavia l'aumento della popolazione aveva già spinto i locali a intraprendere le loro attività commerciali a Shanghai, Ningbo e all'estero. Ciò è testimoniato anche dalla presenza di edifici moderni, su influenza di Shanghai, nelle aree montuose della contea di Qingtian risalenti a inizio Novecento.

## Geologia
Il fiume possiede due sorgenti, entrambe localizzate sui monti Baishanzu nella contea di Qingyuan, nella provincia dello Zhejiang. Il primo tratto di fiume che arriva sino a Lishui si chiama Daoxi, dopodiché incontra il suo maggiore affluente, il fiume Xiaoxi, e dal lì assume il nome di Oujiang ("fiume Ou"). Il fiume sfocia nel Mar Cinese Orientale, presso la città di Wenzhou.
Il bacino di drenaggio è di 1,8 x 104 km2. Durante la stagione delle piogge la scarica di acqua dolce arriva a essere fino a 1100 volte superiore rispetto ai periodi di siccità.
L'estuario, originatosi durante il primo Olocene, è lungo 45 km e si estende da Meidai sino all'isola Lingkun. La portata annuale è di 1,96 x 1010 m3 in media, con un massimo di 3,32 x 1010 m3. L'estuario è caratterizzato da maree semidiurne regolari con forti correnti, le cui velocità si aggirano attorno ai 1,21-1,62 m/s durante la fase di flusso e 1,54-2,13 m/s durante la fase di riflusso. L'escursione di marea ha un valore medio di 4,49 m, con un massimo di 7,21 m.
L'isola di Lingkun divide l'estuario in due rami: uno settentrionale, dove giace la baia di Yueqing, e uno meridionale, dove giace la baia di Wenzhou. Al di fuori dei due rami vi sono numerose isole, banchine di sabbia e canali.

## Fauna
Una specie di pesci tipica del fiume Ou è il fengweiyu (Coilia mystus), in passato molto più presente e oggi in continua diminuzione a causa dell'estrazione di sabbia dal letto. Nel tratto di Lishui si trovano ciprinidi come Distoechodon tumirostris, Sinibrama macrops e Hemibarbus labeo, mentre alla foce vive anche Harpadon nehereus.
La tartaruga Pelochelys bibrom è un specie endemica di cui si contano appena 200 esemplari. Nel tratto di fiume che attraversa la contea di Qingtian è stata costituita una zona protetta per la conservazione di questa specie, nonché è stato interdetto l'accesso alle barche e alle auto nelle strade vicine, ed è stata proibita l'estrazione della sabbia.

## Il fiume Ou nella pittura
Il fiume Ou è raffigurato nel dipinto Vista panoramica su montagne e fiumi (江山勝攬圖S, Jiāngshān shèng lǎn túP) di Wang Zhenpeng (?-1328), conservato in una collezione privata.